# 송해
송해(宋海, 1927년 4월 27일~2022년 6월 8일)는 대한민국의 가수, 희극 배우이자 방송인이다. 음악 경연 TV 프로그램 《전국노래자랑》의 진행을 34년간 맡아서 사회자(TV presenter)로 활동했다.
대한민국의 최고령 가수, 희극 배우로 1955년 창공 악극단으로 데뷔한 이래 2022년 96세로 고인이 될 때까지 현역으로 활동하였다. 2022년 6월 8일 오전 8시 30분경 서울 도곡동 같은 아파트 위층에 사는 딸에 의해 자택 화장실에서 쓰러진 채 발견되었고, 긴급 출동한 소방대원에 의해 현장에서 사망이 확인된 이후 병원으로 이송되었다. 오전 8시 45분, 병원에서 사망이 공식 확인되었다. 송해는 2022년 1월과 5월 건강 이상으로 병원에 입원했으며, 3월은 코로나-19에 확진되기도 했다. 6월 10일 서울대학교병원에서 영결식을 마치고 종로구 낙원동 송해길, KBS를 거쳐 경북 김천시 소재의 화장장에서 화장된 후, 고인의 유해는 대구광역시 달성군 옥포읍 기세리 546(송해공원 인근)에 안장되었다.
2022년 초 건강상 이유로 '전국노래자랑' 하차를 고민하기도 했고, 제작진과 스튜디오 녹화로 방송에 계속 참여하는 방안 등을 논의해 왔으나 이후 야외 녹화로 프로그램 제작 일정이 정해지면서 임시 하차 후에 다시 진행한 방향으로 변경되었다. 하지만 야외 녹화를 시작한지 얼마되지 않아 단독 MC였던 송해의 갑작스러운 죽음으로, 정식 진행자가 정해질 때까지 작곡가 이호섭과 KBS 아나운서 임수민의 더블 MC 체제로 프로그램이 편성되었다.

## 학력
- 해주예술전문학교 성악과
- 평양 국립음악학교 성악과

## 생애
1927년 4월 27일 황해도 재령군 재령면에서 출생했으며, 본관은 은진 송씨이다. 1949년 해주예술전문학교 성악과에 입학해 공연을 시작으로 노래를 시작했다. 1950년 6월 한국 전쟁이 발발했고, 이듬 해 1.4 후퇴 당시 미군의 탈출선을 타고 월남했다. 송해는 당시 인민군의 징집을 피해 몇 차례씩 동네 산자락으로 올라가 피신으로 돌아가는 생활을 반복했는데, 3번째로 피신했을 때 상황이 악화되어 집으로 돌아가지 못하고 그대로 남쪽으로 향하는 탈출선에 오르게 되었다. 송해의 모친은 집을 떠나는 송해에게 "얘야, 이번에는 조심하렴" 이라는 말을 남겼는데 이는 모친과 나눈 마지막 대화가 되고 말았으며, 송해는 2015년 발표한 노래 <유랑청춘>에서 이 때의 이야기를 바탕으로 한 가사를 실었다. 탈출선을 타고 내려오며 지금의 '송해'(宋海)라는 예명을 지었는데 월남 과정에서 타고 있던 선박 안에서 바다를 바라보며 넓은 바다와 같은 세상을 품겠다는 마음을 갖고 지은 이름이라고 한다.
부산에 도착한 송해는 대한민국 국군에 입대하여 휴전 때까지 통신병으로 복무했으며 1953년 7월 27일 체결된 한국 군사 정전에 관한 협정의 통신문을 모스 부호로 전송하는 역할을 담당했다. 대구 달성공원에서 통신병으로 복무할 당시 군대 선임 상사의 여동생 석옥이 여사를 처음 만났고, 이듬해에 결혼하였다.
제대한 직후인 1955년 창공악극단에서 가수로 정식 데뷔했으며, 1963년 영화  《YMS 504의 수병》에 단역으로 출연하며 영화 배우로 데뷔했다. 이 후 1960년대 후반부터 코미디 프로그램에 출연하며 방송 MC로 전환해 활발한 활동을 펼치며 인기를 얻었다. 구봉서, 배삼룡, 이주일, 남성남 등과 함께 1970~1980년대 각종 코미디 프로그램과 방송 MC로 활동하였으며 1970년대까지는 TBC에서 활동하다가 1980년 언론통폐합 조치로 TBC가 강제 폐국된 이후엔 KBS 2TV로 넘어와 활동하였다.
송해는 동양방송 - KBS 제2라디오에서 아침 교통 라디오 방송 <가로수를 누비며> 를 1972년부터 1989년까지 17년 동안 진행했다. 하지만 1986년에 자신의 외아들 송창진이 한남대교(당시에는 제3한강교)에서 오토바이를 운전하다 교통사고로 사망하며 큰 충격을 받아 잠시 방송 활동을 중단하였으며, <가로수를 누비며> 역시 3년 뒤인 1989년에 완전히 하차했다. 송해는 외아들의 사고사 이후, 2022년 6월에 사망할 때까지 평생 한남대교 근처로 다니지 않았다. <가로수를 누비며>에서 하차한 것도 아들의 사고사 이후 기사들의 안전 운전을 독려하는 교통방송을 진행하는데 정신적으로 스트레스를 느꼈기 때문이라고 밝힌 바 있다.
2018년 1월에 부인과 사별했다.

### 전국노래자랑 진행
송해는 1988년부터 KBS 1TV 전국노래자랑을 진행해 왔다. 1988년부터 사망하기 22일전인 2022년 5월까지 총 34년을 진행하였으며, 1994년 봄 개편으로 잠시 진행을 중단한 6개월을 제외하면 연속 진행으로는 총 27년동안 MC로 출연하였다. 1994년 KBS 봄 개편 당시 잠시 송해가 하차하고 KBS의 김선동 아나운서로 MC가 교체된 적이 있는데, 시청자들의 항의와 이로 인한 시청률 하락으로 불과 6개월 뒤인 1994년 10월에 송해가 복귀했다. 전국노래자랑은 로스앤젤레스, 도쿄도, 베이징, 뉴욕, 런던 등 해외에서도 여러차례 공개방송을 가졌으며 특히 대한민국에서 항공편으로 27시간이 걸리는 파라과이에서 공개방송을 진행해 화제가 되기도 했다.
2003년에 송해는 평양에서 전국노래자랑 특집 <평양노래자랑>에 출연했다. 6.25 전쟁 중이던 1952년에 월남한 이후 51년만에 방북길에 오른 것이었는데, 당시 북한 측에서는 송해의 월남 이력을 문제삼아 체류 허가를 내주지 않아 기획 과정에서 어려움을 겪었다. 당시 조선중앙TV 아나운서 전성희와 함께 진행하였으며, 송해는 마지막 곡으로 <다시 만납시다>가 합창으로 흘러나오자 눈물을 보이기도 했다.
송해는 방송을 마친 후 뒤풀이 자리에서 자신의 고향인 재령에 대한 이야기를 꺼냈는데, 만찬에 동석한 보위원이 "시간이 오래 흘러 거기 안 계신다" 라는 말을 했다. 이 때 송해는 자신이 월남한 지 52년의 세월이 흘렀음을 실감했으며, 더 이상 모친을 만날 수 없다는 사실을 깨달았다고 한다. 그는 고향인 황해도 재령군에서 전국노래자랑 녹화를 하고 싶다는 의향을 여러 차례 밝혀왔으나, 결국 그가 고인이 될 때까지 그 뜻을 이루지 못했다.
90세가 넘은 고령으로 2010년대까지 전국노래자랑을 진행하며 야외 녹화까지 무리 없이 소화하였으나, 2020년에 전 세계를 강타한 코로나19의 여파로 야외 녹화가 중단되어 스튜디오에서 스페셜 방송으로 녹화를 이어 나갔다.
2022년 5월 23일에 그는 최고령 TV 음악 경연 프로그램 진행자(Oldest TV music talent show host)로 기네스북에 올랐다. 그 후, 송해의 건강도 악화되면서 결국 2022년 5월, 제작진에게 더 이상 진행이 힘들다며 하차 의사를 밝히기도 하였다.

### 사망
2022년 6월 8일 아침, 서울특별시 강남구 도곡동 자택에서 사망했다.
사인은 자택 욕실에서 갑작스러운 급성 심근경색으로 사망한 것으로 알려졌으며, 그 해 6월 10일 서울특별시 종로구 연건동 서울대학교병원 장례식장에서 영결식이 진행됐다.
엄영수 방송코미디언협회장이 영결식을 진행했다. 엄영수는 "선생님은 '전국 노래자랑'에서 출연자와 그냥 대화만 하신 게 아닙니다. 선생님이 거친 그곳들은 재래시장이 되고, 무·배추밭이 되고, 화개장터가 됐습니다. 모두가 춤추고, 노래하고, 흥겹게 노는 자리를 깔아주신 우리 선생님은 할아버지·할머니를 청춘으로, 출연자를 스타로 만드는 마술사였습니다."라며 고인의 업적을 기렸다.
윤석열 대통령은 송해의 부고 소식을 듣고 매우 안타까움을 표시하며 박보균 문화체육관광부 장관을 보내 조문을 하였다. 이어 문화예술인 최고 훈장인 금관문화훈장을 추서했다.
후배 코미디언 이용식은 "이 곳에서 전국노래자랑을 많은 사람과 힘차게 외쳤지만, 이제는 수많은 별 앞에서 '천국 노래자랑'을 외쳐달라"며 "선생님이 다니시던 국밥집, 언제나 앉으시던 의자가 이제 우리 모두의 의자가 됐다. 안녕히 가시라"고 작별인사를 전했다. 고인의 영구는 후배 희극 배우 최양락, 양상국, 조문식, 유재석, 강호동 등이 운구를 맡았다.
같은 날 오후, 종로구 낙원동 송해길을 거쳐 한국방송공사 본관 앞에서 노제가 거행됐다.
김의철 KBS 사장은 "송해 선생님, 들리십니까. 대한민국 전국 공원에서, 널따란 운동장에서 '전국노래자랑'의 딩동댕 소리가 울렸습니다"라며 "선생님의 작은 거인 같은 모습이 아직도 생생하고, 국민들과 웃던 그 장면이 주마등처럼 스쳐 지나갑니다. 부디 세상의 모든 걱정을 내려놓고 편히 영면하소서"라며 고인을 추모했다.
그는 생전 인터뷰에서, "나는 무대에서 시작해서 무대에서 죽을 사람이다. 다른 길로 가면 백 번 지게 되어있다. 죽는 날까지 TV에 나오고, 전국노래자랑을 진행하겠다." 라고 말한 적이 있다. 그의 마지막 TV 출연일이 2022년 5월 15일이었고, 24일 후인 6월 8일 세상을 떠났으니, 무대에서 죽겠다는 생전에 했던 약속을 지키고 세상을 떠난 셈이 되었다.
쉐보레 트래버스 장의차가 운구한 고인의 유해는 경상북도 김천시에서 화장된 후, 기세리 장지에 도착했다. 송해는 6.25 전쟁 당시 통신병으로 참전했기 때문에 국립묘지 안장 대상자이지만, 그의 유언대로 대구광역시 달성군 옥포읍 기세리에 있는 석옥이 여사의 곁에 안장되었다. 묘소는 대구광역시 달성군 옥포읍 기세리 송해공원 내 송해기념관 건너편의 야산에 있으며, 간경리와 용연사 사이에 송해공원이 있다.

## 출연작

### TV
- DBS 동아라디오 《스무고개》
- TBC 동양라디오《가로수를 누비며》(1975년 11월 ~일자 미상)
- TBC 동양방송 《쇼쇼쇼》(1975년 12월 27일)
- KBS TV 《고전유머극장》(1977년 2월 20일)
- KBS2 《코미디출동》
- KBS2 《코미디 하이웨이》
- MBC 라디오 《코미디쇼》
- KBS2 《명랑 소극장》
- KBS TV 《노래잔치》 안개 낀 고속도로
- KBS1 《100분쇼》(1981년 8월 18일 코미디 민속특집 견우와 직녀)
- KBS2 《유모어극장》(1982년 9월 19일 40에 태어나다)
- KBS1 《방송의 현장》(1987년 5월 24일) 게스트
- KBS1 《전국노래자랑》 MC (1988년 5월 8일 ~ 1994년 4월 30일, 1994년 10월 16일 ~ 2022년 5월 15일),유작
- KBS2 《가족오락관》 게스트
- KBS1 《TV는 사랑을 싣고》(1996년 9월 27일 117회) 게스트
- KBS2 《엄앵란, 이택림의 사랑방》(1997년 3월 24일 MC송해, 가슴속에 묻어둔 이야기 169회) 게스트
- KBS2 《가족오락관》 게스트
- KBS1 《아침마당》 목요초대석 (2001년 5월 3일 코미디는 나의 인생) 게스트
- KBS1 《아침마당》 목요초대석 (2001년 11월 29일 송해와 김인협 악단장의 전국노래자랑 25년의 이야기) 게스트
- KBS1 《아침마당》 목요초대석 (2003년 8월 14일 50년 실향의 한을 풀았다우! 국민MC 송해) 게스트
- KBS1 《피플 세상속으로》(2002년 11월 28일 딩동댕 14년, 국민MC 송해의 전국노래자랑 출장기)
- KBS KOREA 《김동건의 한국 한국인》(2003년 9월 8일) 게스트
- KBS2 《이홍렬, 박주미의 여유만만》(2005년 2월 10일 인생79년, 방송50년) 게스트
- KBS2 《감성매거진 행복한 오후》(2006년 10월 9일 최고령MC 송해의 이야기) 게스트
- KBS2 《추석특집 전국 이장·통장 축제한마당》 MC (2007년 9월 25일)
- KBS1 《아침마당》 인생수첩 (2008년 2월 18일 별이된 영원한 오빠, 송해 환한 얼굴 뒤 숨겨진 슬픔, 송해의 고백) 게스트
- KBS1 《추석특집 전국 이장·통장 노래자랑》 MC (2008년 9월 15일)
- KBS1 《아침마당》 화요초대석 (2010년 3월 2일 전국노래자랑 30년, 그 못다한 이야기) 게스트
- KBS2 《연예가 중계》 코너 게릴라 데이트 게스트(2010년 4월 3일)
- KBS2 《김승우의 승승장구》 게스트(2010년 11월 16일)
- KBS2 《설특집 딩동댕 스타노래자랑》 MC
- MBC 《주택복권 추첨》
- MBC 《웃으면 복이와요》
- SBS 《힐링캠프, 기쁘지 아니한가》 게스트(2014년 9월 15일, 9월 22일)
- KBS2 《나를 돌아봐》(2015년 ~ 2016년)
- KBS2 《2TV 아침》(2015년 1월 27일 전설의MC 송해, 인생을 말하다) 게스트
- KBS2 《불후의 명곡 - 전설을 노래하다》(2015년 3월 21일) 게스트
- KBS2 추석특집 《아이돌 전국 노래자랑》 MC(2015년 9월 28일)
- MBC 《세모방: 세상의 모든 방송》
- KBS2 《대화의 희열》(2018년 11월 3일) 게스트
- MBN 《송해야 고향 가자》(2019년 9월 11일~12일)
- MBC 《선을 넘는 녀석들 리턴즈》 2020년 1월 12일 게스트
- KBS1 《아침마당》 화요초대석 (2020년 9월 1일, 2021년 11월 9일) 게스트
- KBS2 《여러분 고맙습니다 송해》(2022년 1월 31일)
- TV조선 《부캐전성시대》 플렉송

### 영화
- 2020년 《송해 1927》

### 특별출연

#### 예능
- 2011년 1월 4일 《드림하이 - 전국 노래자랑》 MC
- 2019년 12월 12일 MBN  《보이스퀸》
- 2021년 11월 24일 MBC 《황금어장 라디오스타》

#### 영화
- 1963년 《YMS 504의 수병》
- 1966년 《요절복통 007》
- 1968년 《남자 미용사》
- 1968년 《단벌 신사》
- 1968년 《어머니는 강하다》
- 1969년 《남편》
- 1969년 《내 팔자가 상팔자》
- 1969년 《신세 좀 지자구요》
- 1969년 《특등비서》
- 1970년 《할아버지는 멋쟁이》
- 1970년 《구혼 작전》
- 1970년 《운수대통 일보직전》
- 1986년 《방황하는 별들》
- 2002년 《울랄라 씨스터즈》
- 2003년 《동해물과 백두산이》
- 2013년 《전국노래자랑》

#### 드라마
- 2008년 5월 27일 《산너머 남촌에는1》 - 전국노래자랑 충청남도 예산군 편 MC
- 2015년 《프로듀사》
- 2020년 《기막힌 유산》 - 전국노래자랑 MC 역(특별출연, 마지막회)

### CF
- 1970년 삼립식품(하이면)
- 1970년 한국존슨(에프킬라)
- 1985년 한스제약(까스파파)
- 1985년 ~ 1993년 동국제약(인사돌)
- 1986년 농심(새우깡)
- 1987년 모나리자
- 1992년 한화L&C(둥둥부자)
- 2000년 ~ 2011년 명인제약(이가탄)
- 2012년 IBK기업은행
- 2013년 SK텔레콤(LTE-A)
- 2013년 DTV코리아
- 2013년 대농바이오영농조합법인 만품산삼가득 생 막걸리
- 2015년 천년고수 상주곶감
- 2015년 2015 괴산세계유기농산업엑스포
- 2015년 나르지오
- 2016년 동양화학 이끌림샤시
- 2018년 우리관광
- 2018년 편강한방연구소(구전녹용)
- 2019년 달성군청
- 2022년 야놀자

## 송해를 연기한 배우

### 예능
- 1996년 《TV는 사랑을 싣고 - 송해 편》... 유현철

### TV 드라마
- 2015년 《인순이의 토크 드라마 그대가 꽃 - 송해 편》 ... 정준원, 금호석, 박칠용
- 2015년 《인순이의 토크 드라마 그대가 꽃 - 구봉서 편》 ... 장지웅

### 뮤지컬
- 2022년 《2022 설대기획 여러분 고맙습니다 송해》 … 정동원, 이찬원, 영탁, 신유

## 수상
- 1987년 KBS 코미디 연기대상 특별상
- 1999년 제6회 대한민국연예예술상 특별공로상
- 2001년 한국연예협회 제8회 대한민국 연예예술상 대상 문화훈장
- 2001년 KBS 가요대상 특별상
- 2002년 MBC 명예의 전당
- 2002년 KBS 연예대상 공로상
- 2003년 제15회 한국방송프로듀서상 '진행자부문'
- 2003년 제30회 한국방송대상 심사위원 특별공로상
- 2004년 KBS 바른언어상
- 2008년 제44회 백상예술대상 공로상
- 2009년 제2회 한민족문화예술대상 대중문화부문상
- 2009년 제1회 대한민국 희극인의 날 자랑스러운 스승님상
- 2010년 제16회 대한민국 연예예술상 남자 TV 진행상
- 2010년 방송통신위원회 방송대상 특별상
- 2014년 제5회 대한민국 대중문화예술상 은관문화훈장
- 2015년 KBS 연예대상 베스트 커플상(with 조우종) 《나를 돌아봐》
- 2016년 제28회 한국PD대상 출연자상 TV 진행자 부문
- 2018년 제5회 이데일리 문화대상 공로상
- 2020년 제47회 한국방송대상 공로상
- 2021년 월드스타연예대상 대상
- 2022년 기네스북 등재 성공(최고령 음악 프로그램 진행자 부분, 만 95세)
- 2022년 제49회 한국방송대상 심사위원 특별상
- 2022년 KBS 연예대상 공로상
- 2023년 KBS를 빛낸 50인
- 2023년 방송통신위원회 방송대상 공로상

### 수훈
- 금관문화훈장(1등급, 2022년 6월 8일, 추서)
- 은관문화훈장(2등급, 2014년 11월 17일)
- 보관문화훈장(3등급, 2003년 10월 20일)
- 화관문화훈장(5등급, 2001년 9월 20일)

## 특이사항
- 전국노래자랑으로 만 95세의 나이에 "최고령 음악 프로그램 진행자"로 기네스북에 등재 되었다.

- 비슬산참꽃문화제는 송해와 연관이 깊은 축제이다. 2010년 '전국노래자랑'이 달성군에서 열렸을 당시, 달성을 방문한 송해가 김문오 군수와의 식사 자리에서 자신의 부인이 달성 출신이며, 부인을 생각하며 달성을 종종 찾는다고 밝혔다. 이후 달성군은 송해를 2011년 달성군 명예군민으로, 2012년에는 공식 홍보대사로 위축하였으며 송해도 건강이 악화되기 전까지 매년 비슬산 참꽃축제에 초청되어 사회를 전담해 왔다.[11][12][13]

- 송해기념관은 대구광역시 달성군에 위치한 관광 랜드마크로 금관문화훈장(1등급 문화훈장) 수훈자 송해를 모티브로 해서 만들었다. 명칭은 송해 이름으로 되어 있고, 소유는 김문오 군수가 32억원을 들여서 소유권을 가지고 있다. 대구광역시 달성군을 방문하면 별미로 찾을 수 있는 공간이다.

- 독실한 불교 신자였던 그는 한국연예인불교회 초대회장을 역임하는 등 불교계 발전을 위한 여러 활동을 하였다. 송해는 어린 시절 어머니가 불공을 외우며 자신을 키웠다고 인터뷰하기도 하였다. 용천사의 주지인 지거스님이 진행하는 사회복지사업을 오랫동안 도와왔는데, 이를 인연으로 지거스님은 송해의 장례식 및 49재를 주례하였다.

- 드라마 2015년 《인순이의 토크 드라마 그대가 꽃 - 송해 편》 에서 정준원, 금호석, 박칠용이 송해를 연기했고, 2015년 《인순이의 토크 드라마 그대가 꽃 - 구봉서 편》 에서 장지웅이 송해를 연기했다. 2022년 《2022 설대기획 여러분 고맙습니다 송해》 에서 정동원, 이찬원, 영탁, 신유가 송해를 연기했다.